# Oostflakkee

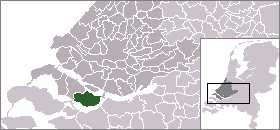
Mapa do local.

Oostflakkee (população: 10.126 em 2004) é uma município da ilha de Goeree-Overflakkee, localizada nos Países Baixos.

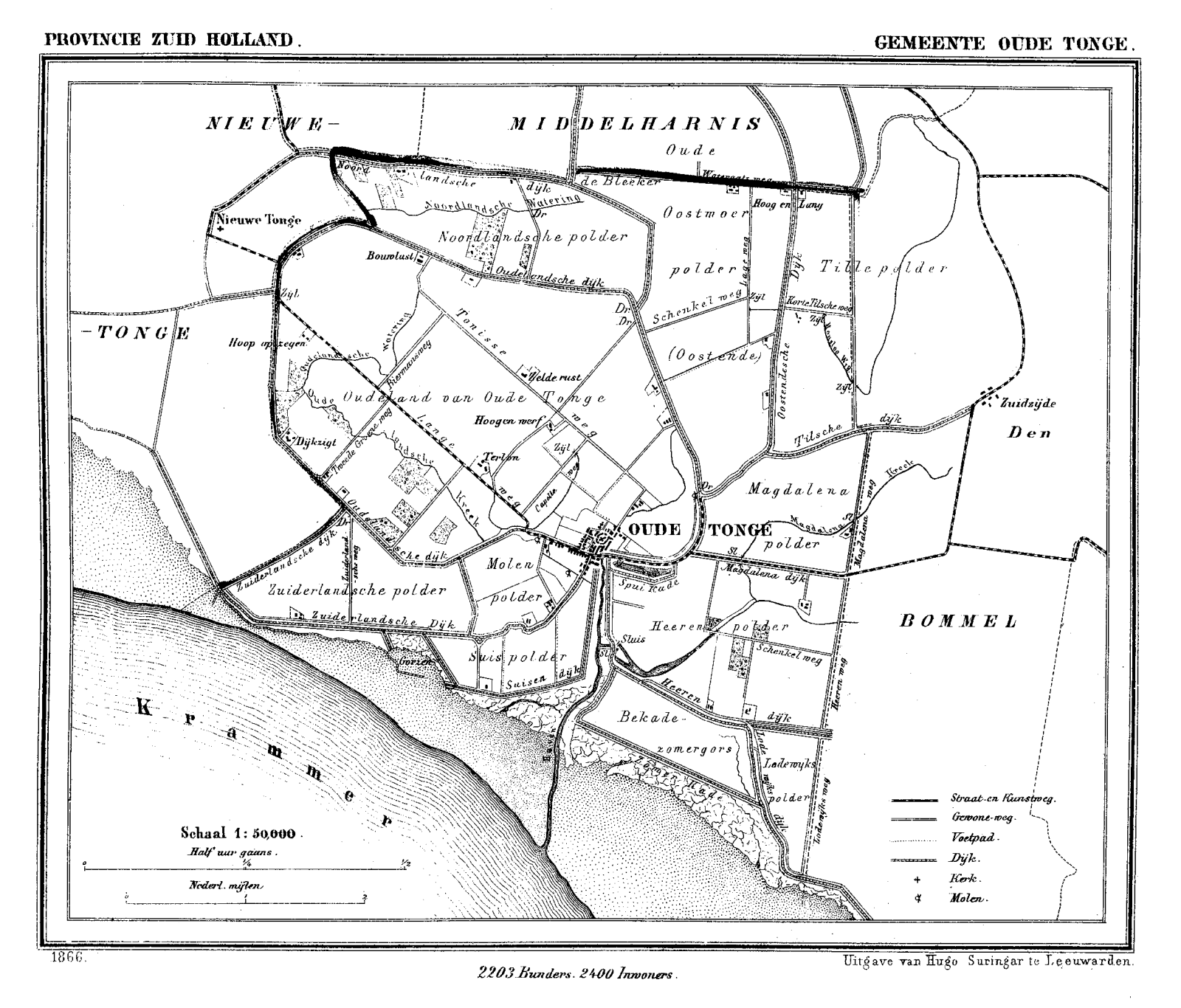
A cidade em 1866.